# 이성구 (1584년)
이성구(李聖求, 1584년 ~ 1644년)는 조선의 문신이다. 자는 자이(子異), 호는 분사(分沙)·동사(東沙), 시호는 정숙(貞肅), 본관은 전주. 태종의 서자인 경녕군의 후손이다.

## 생애
1603년, 진사시에 합격하였으며 1608년, 별시 문과에 을과로 급제하여 예문관에 들어가 관직생활을 시작하였다.
광해군 초기에 전적, 감찰을 거쳐 예조, 형조, 병조, 호조의 좌랑, 부교리, 헌납, 병조정랑, 교리 등을 역임하고 지평, 장령, 집의 , 정언을 거쳐 수찬과 교리를 역임 중 1614년, 이항복을 옹호하다 파직되고 1614년, 이천현감으로 기용되고 1616년, 영평판관, 포천현감을 겸임했으나 1618년, 이항복이 북청의 유배지에서 죽은 후 송덕비를 세운 것에 대해 또 다시 파직되고 1623년, 인조반정 이후 다시 사간으로 기용되고 강화부윤, 부승지, 예조참의를 거쳐 대사간, 병조참지로 승진하고 이어 이조참의로써 왕세자를 전주로 호종하였으며 이어 가선대부로 승진되어 이해 전라감사에 임명되고 그 뒤 대사간, 좌승지, 도승지, 병조참판을 지냈다. 1628년(인조 6) 유효립에 난 진압을 도운 공로로 영사원종공신 1등(寧社原從功臣一等)에 책록되었다. 이후 성균관 대사성, 대사헌, 형조참판, 경기감사를 거쳐 1636년, 형조판서와 이조판서를 거쳐 병조판서와 체찰부사를 겸하고 병자호란 때는 왕을 남한산성으로 호종한 뒤 우의정, 좌의정을 겸하고 1640년, 영돈녕부사, 1641년, 영의정이 되었다. 

## 가족관계
- 조부 : 이희검(李希儉, 1516 ~ 1579)
- 조모 : 류오(柳塢)의 딸 문화 류씨
  - 부친 : 이수광(李晬光, 1563 ~ 1629)
  - 모친 : 김대섭(金大渉)의 딸 안동 김씨
    - 남동생 : 이민구(李敏求, 1589 ~ 1670)

- 초취 : 윤열(尹悅)의 딸 파평 윤씨
  - 자녀 없음
- 재취 : 권흔(權昕)의 딸 안동 권씨
  - 장녀 : 전주 이씨(1612 ~ ?)
  - 사위 : 연안 이씨 이일상(李一相)
  - 장남 : 이상규(李尙揆, 1619 ~ ?)
  - 자부 : 구봉서(具鳯瑞)의 딸 능성 구씨
  - 차남 : 이동규(李同揆, 1623 ~ ?)
  - 자부 : 권?(權?)의 딸 안동 권씨
    - 손녀 : 연안 이씨 이옥(李沃)의 처(1641 ~ ?)
    - 손녀 : 해평 윤씨 윤세희(尹世喜)의 처(1643 ~ ?)
    - 손자 : 이현기(李玄紀, 1647 ~ 1714)
    - 손자 : 이현수(李玄綏, 1649 ~ 1705)
    - 손자 : 이현위(李玄緯, 1651 ~ 1687)
    - 손자 : 이현소(李玄紹, 1653 ~ 1677)
    - 손녀 : 남양 홍씨 홍천령(洪天齡)의 처(1656 ~ ?)
    - 손자 : 이현주(李玄綢, 1659 ~ 1723)
    - 손녀 : 해남 윤씨 윤두서(尹斗緖)의 처(1667 ~ ?)

  - 3남 : 이당규(李堂揆, 1625 ~ 1684)
  - 자부 : 강대수(姜大遂)의 딸 진주 강씨
    - 손녀 : 안동 김씨 김대번(金大蕃)의 처(1642 ~ ?)
    - 손자 : 이현석(李玄錫, 1647 ~ 1763)
    - 손자 : 이현령(李玄齡, 1652 ~ ?)
    - 손녀 : 한양 조씨 조십붕(趙十朋)의 처(1655 ~ ?)
    - 손녀 : 안동 김씨 김남식(金南拭)의 처(1662 ~ ?)

  - 4남 : 이석규(李碩揆, 1627 ~ 1666)
  - 자부 : 민성복(閔聖復)의 딸 여흥 민씨
    - 손녀 : 광주 이씨 이담령(李聃命)의 처(1650 ~ ?)
    - 손녀 : 박정(朴涏)의 처(1652 ~ ?)
    - 손자 : 이현조(李玄祚, 1654 ~ 1710)
    - 손녀 : 성준(成儁)의 처(1656 ~ ?)
    - 손녀 : 여산 송씨 송연규(宋廷奎)의 처(1657 ~ ?)
    - 손녀 : 남원 윤씨 윤경제(尹景濟)의 처(1661 ~ ?)

  - 5남 : 이태규(李台揆, 1631 ~ 1686)
  - 자부 : 권일(權佾)의 딸 안동 권씨
    - 손자 : 이현량(李玄亮, 1649 ~ 1715)
    - 손자 : 이현도(李玄度, 1659 ~ 1712)
- 측실 : 이름 미상
  - 서녀 : 파평 윤씨 윤두종(尹斗宗)의 처(1642 ~ ?)
- 측실 : 정협(鄭協)의 서녀 동래 정씨
  - 서자 : 이선규(李善揆, 1644 ~ ?)
  - 자부 : 이후천(李後天)의 딸 용인 이씨
    - 손녀 : 전주 이씨(1663 ~ ?)
    - 손녀 : 전주 이씨(1665 ~ ?)